# Caloptilia callichora
Caloptilia callichora là một loài bướm đêm thuộc họ Gracillariidae. Nó được tìm thấy ở Guyana.